# ベニーとジェッツ
「ベニーとジェッツ」（Bennie and the Jets）は、エルトン・ジョンが1973年に発表した楽曲。「ベニーとジェッツ (やつらの演奏は最高)」と表記されることもある。翌1974年にアメリカでシングルカットされ、全米1位を記録した。

## 概要
レコーディングは1973年5月、フランスのエルヴィル城にあるストロベリー・スタジオで行われた。録音後、ジョンとバンドのメンバーは曲の仕上がりが平板で独創性に欠けていることに悩んだ。アルバムのミックスの段階で、プロデューサーのガス・ダッジョンは「ロンドンのプレイハウス劇場で演奏しているような」ライブ・サウンドにするアイデアを思い付く。リバーブがかけられ、観衆の拍手や口笛がオーバーダビングされた。同年10月発売の2枚組のアルバム『黄昏のレンガ路』に収録。
ジョンはヒットするはずなどないと考え、「ベニーとジェッツ」をシングルカットすることを頑なに拒んでいた。ところがカナダのウィンザーにあるラジオ局、CKLWが頻繁にかけ始め、デトロイトの市場ではついに1位となった。この動きを察知したアメリカのMCAレコードは1974年2月4日にシングルとして発売した。B面は「ハーモニー」。同年4月13日付のビルボード・Hot 100の1位を記録し、ビルボードのソウル・チャートではジョンにとって初めてのTop 40入りをもたらした（最高15位）。ゴールドディスクを獲得し、ビルボードの1974年の年間チャート9位を記録した。
多くのソウル・ファンの支持を得て、ジョンはアメリカのダンス音楽番組『ソウル・トレイン』1975年5月17日放送の回に出演し、本作品と「フィラデルフィア・フリーダム」を歌った。

## カバー・バージョン
- ビースティ・ボーイズとビズ・マーキー - 1995年のコンピレーション・アルバム『18 Original Hits Performed by 18 Unoriginal Artists』に収録。
- ジェームズ・マースデンとキャサリン・ハイグル - 2008年公開の映画『幸せになるための27のドレス』のバーのシーンで歌う。
- ベイリー・ペルクマン - 2016年のシングル。
- ベット・サスマン - 2017年のアルバム『Solo Piano - Bette Sussman Performs Top Hits of Elton John』に収録。
- P!NK&ロジック - 2018年のトリビュート・アルバム『ユア・ソング〜エルトン・ジョン ベスト・ヒッツ・カヴァー』(Revamp: Reimagining the Songs of Elton John & Bernie Taupin) に収録。
- タロン・エジャトン - 2019年公開の映画『ロケットマン』のサウンドトラック。
- ラテラル・ブルー - 2019年のアルバム『Go Your Own Way - A Bluegrass Tribute to the 70s』に収録。

## サンプリング
メアリー・J. ブライジの『メアリー』(Mary)からのシングル「ディープ・インサイド」(Deep Inside)に「ベニーとジェッツ」が取り入れられ、エルトン・ジョン自身もピアノ伴奏でフィーチャリング参加している。
グレゴリーポーターの「in fashion」にもサンプリングされている。